# Kasteel Strijen (Oosterhout)

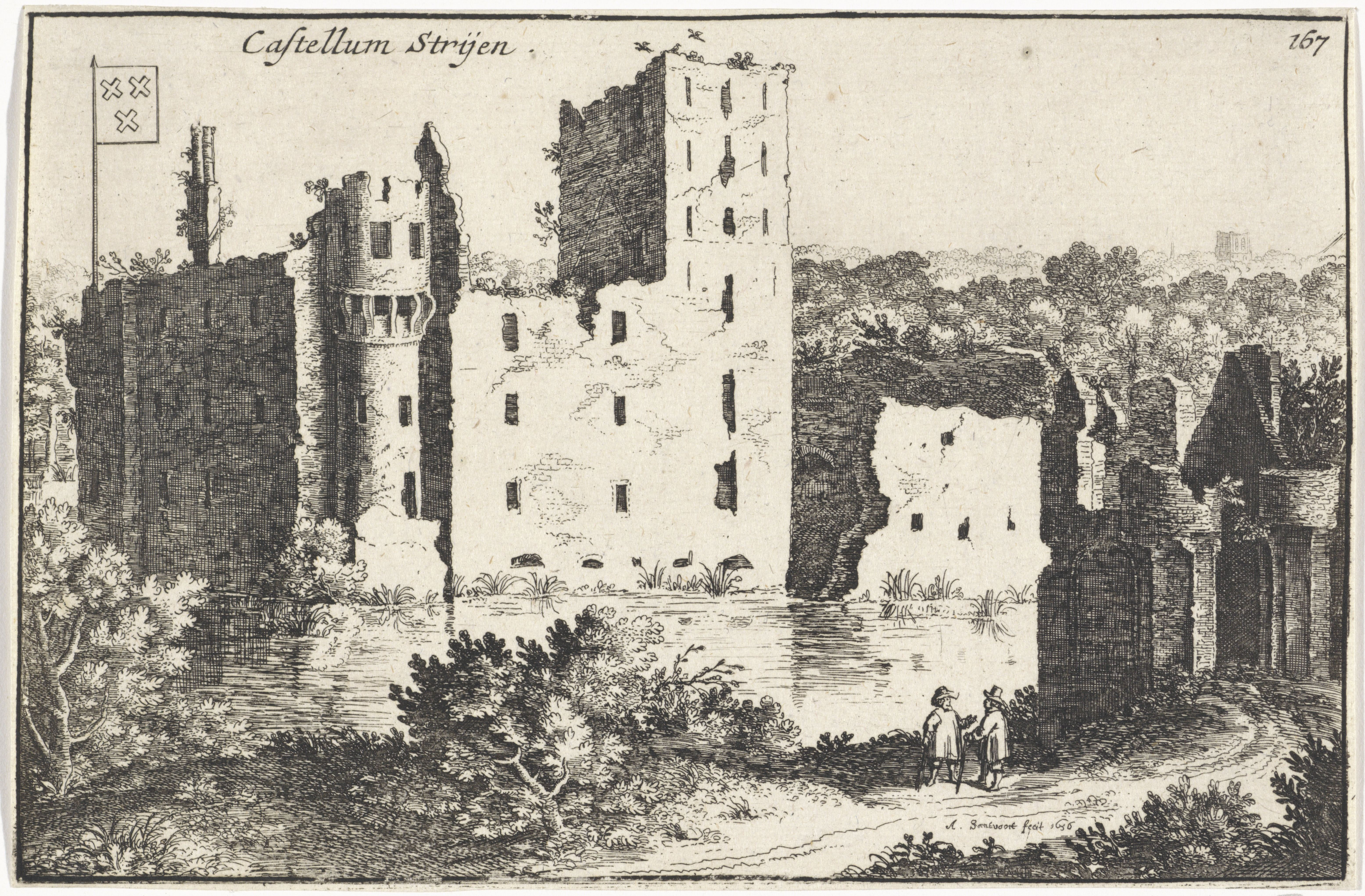
Kasteel Strijen in 1656

Kasteel Strijen was een kasteel in Oosterhout. De bouw van het eerste kasteel startte rond 1289, toen Willem IV van Strijen het terrein op de grens van het graafschap Holland en het hertogdom Brabant kocht. Het huis werd rond 1325 door de nieuwe eigenaar Willem van Duvenvoorde tot een groot kasteel verbouwd. Het kasteel zelf bestond uit drie verdiepingen, de toren uit zes.
Het gebied rondom het kasteel was Hollands gebied, terwijl het kasteel zelf op Brabants gebied stond. Uiteindelijk werd Jan I van Polanen eigenaar van het kasteel, en daarmee de ook de opvolgende heren van Breda. Volgens volksverhalen kwam Johanna van Polanen regelmatig hier verblijven om te schrijven of voor andere zaken.
Het kasteel werd in de 16e eeuw verwoest tijdens de Tachtigjarige Oorlog. Het kasteel is daarna nooit meer opgebouwd. De prins van Oranje, Filips Willem, gaf in 1617 toestemming om het puin van de ruïne te hergebruiken.

## Slotbosse toren
De 25 meter hoge toren is deels bewaard gebleven en staat nog steeds overeind aan de Kasteeldreef in Oosterhout. De ruïne van de toren, die beschermd wordt met hekken, staat op een eilandje omgeven door sloten dat met een brug verbonden is met de omgeving. De naam Slotbosse Toren is te danken aan het eikenbos dat er vroeger omheen lag.
De ruïne was tot 15 januari 2016 eigendom van de Staat (Rijksgebouwendienst). Op 15 januari 2016 werd deze overgedragen aan de stichting Monumentenbezit.

## Afbeeldingen

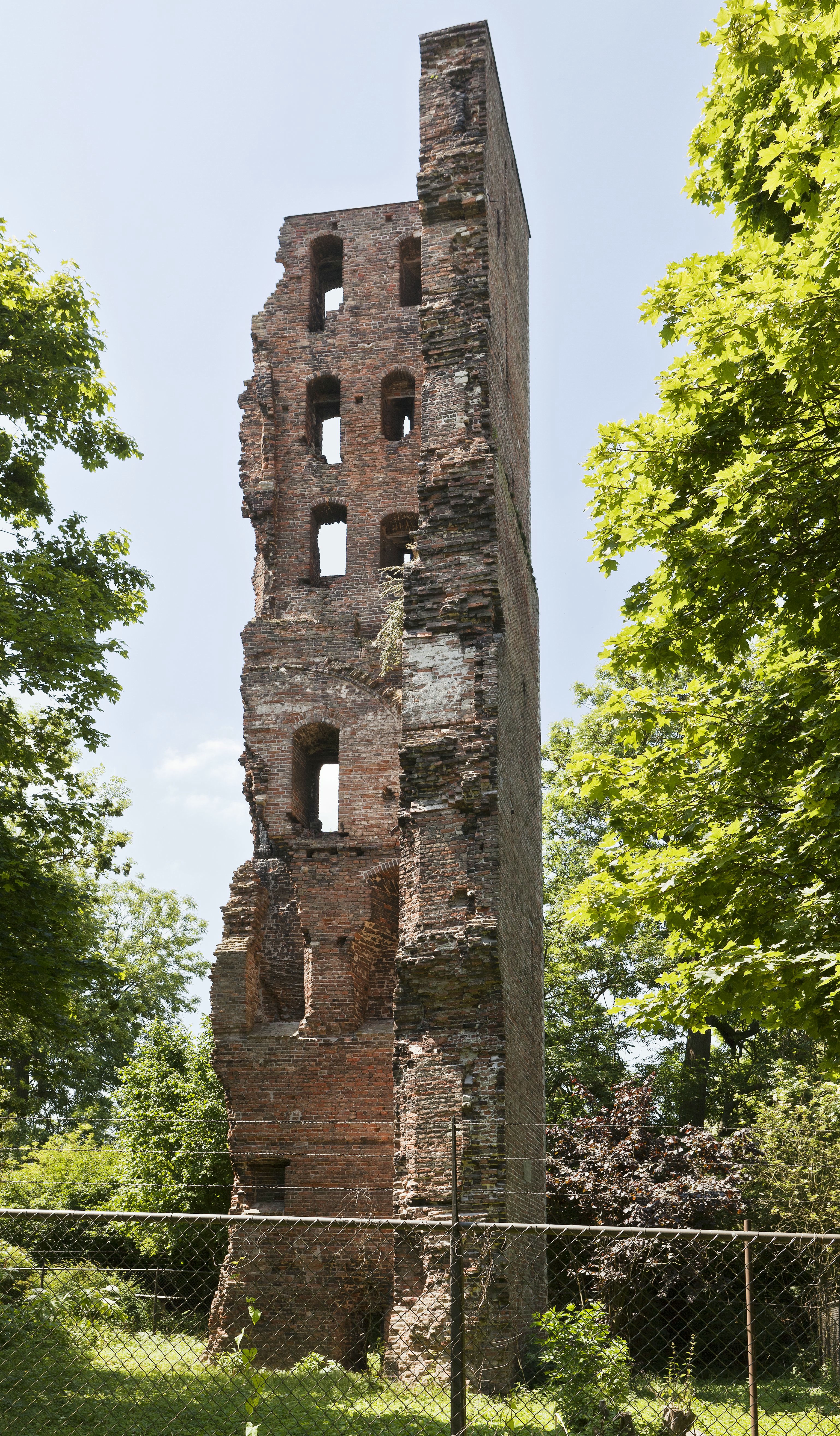
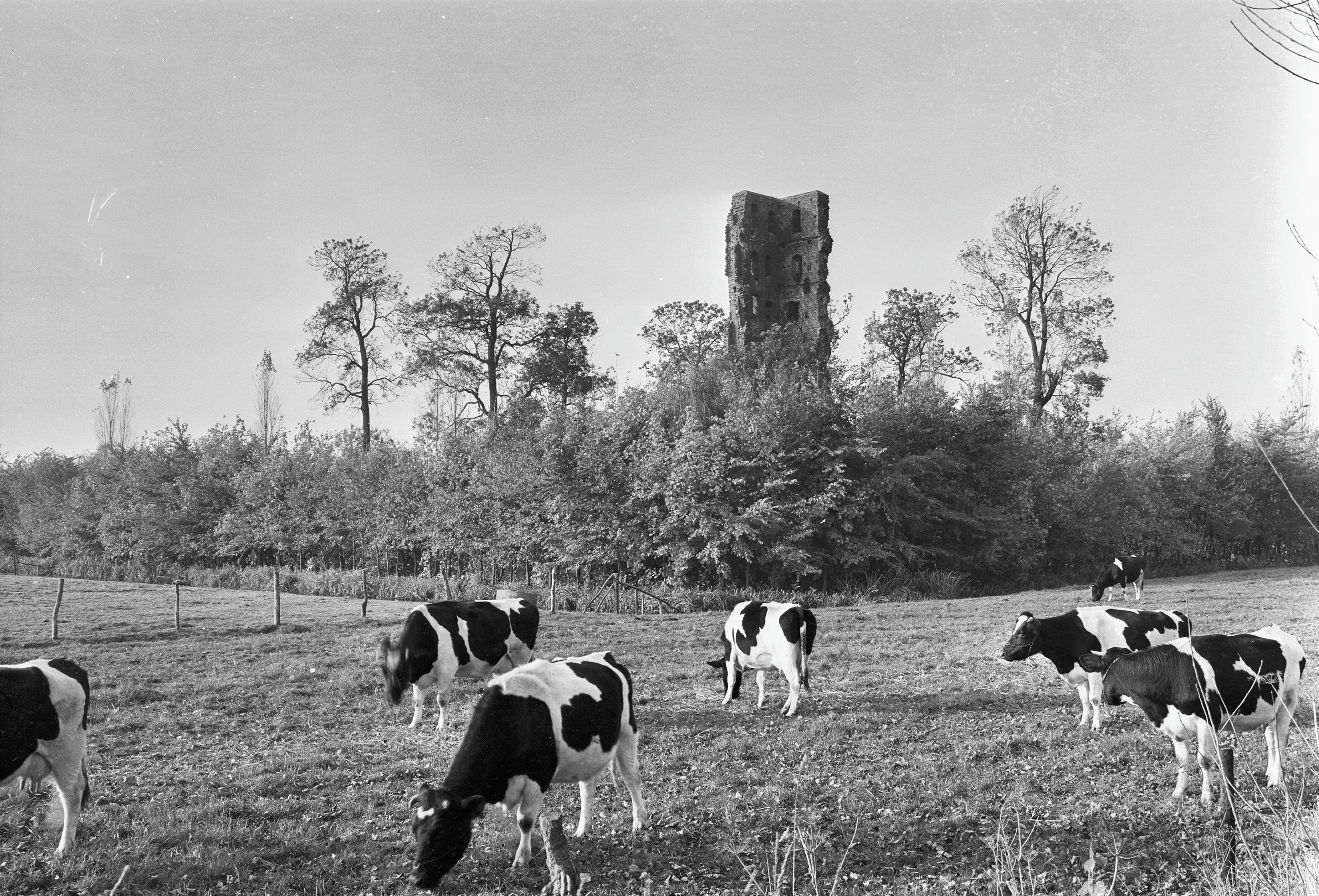
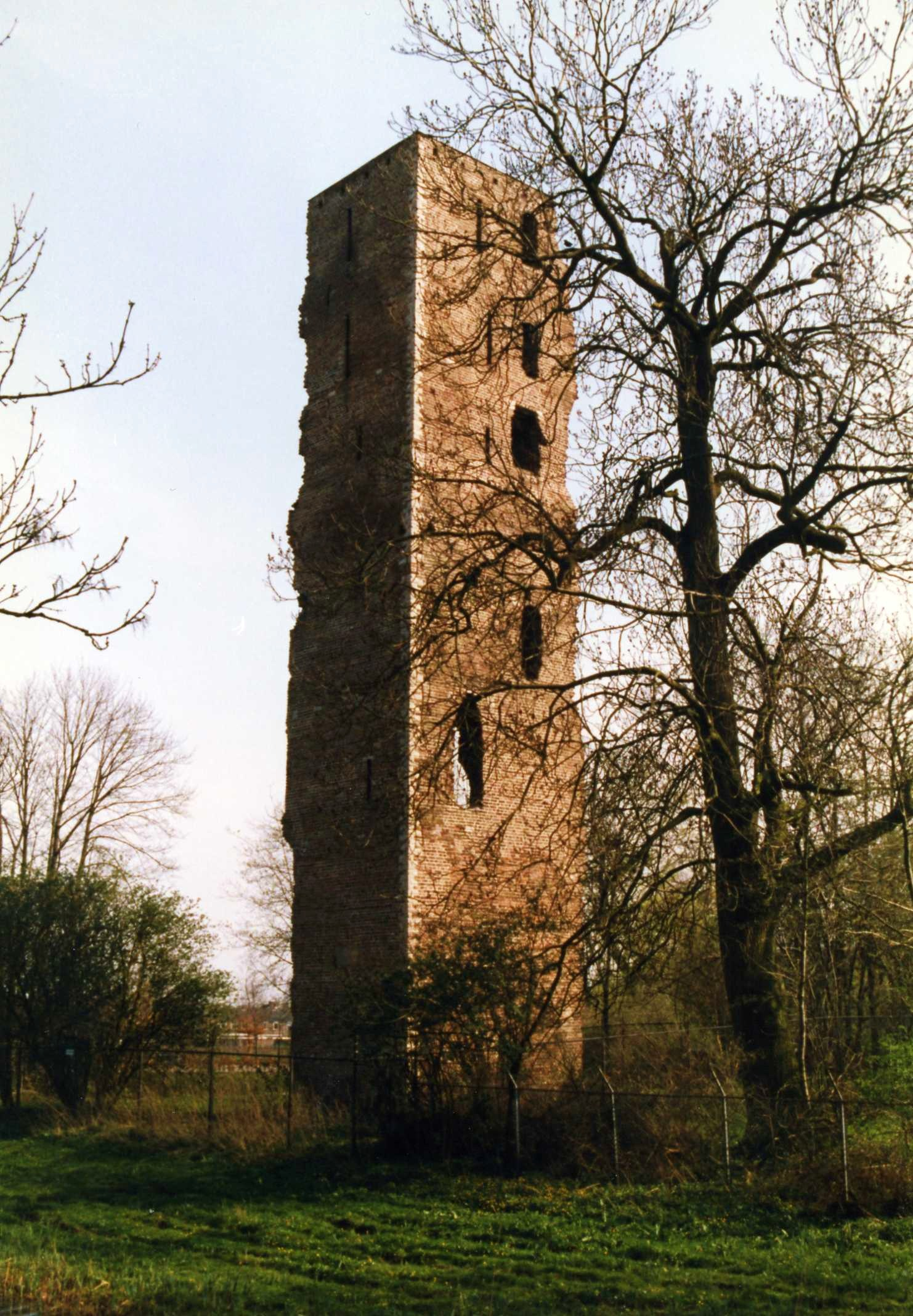
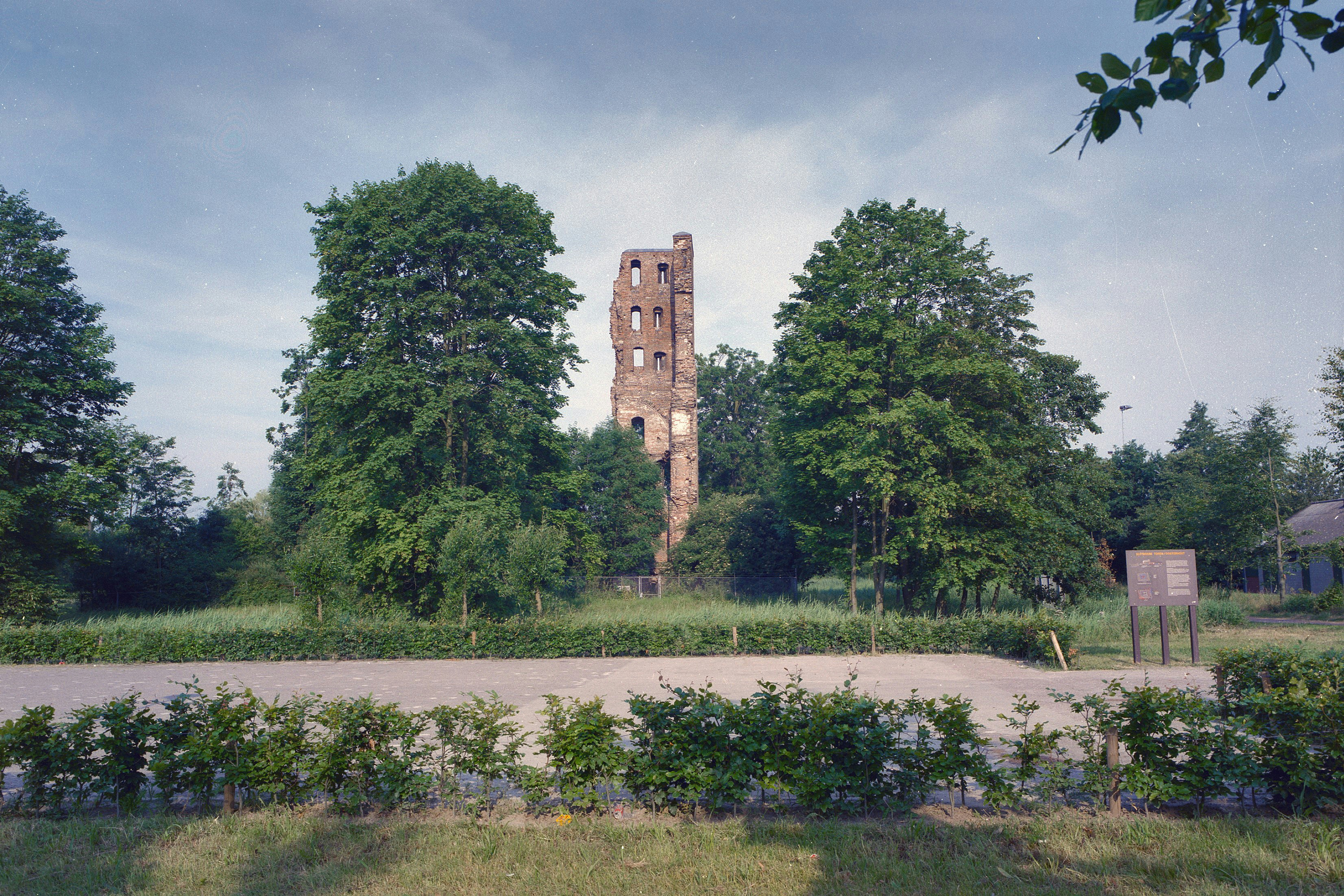
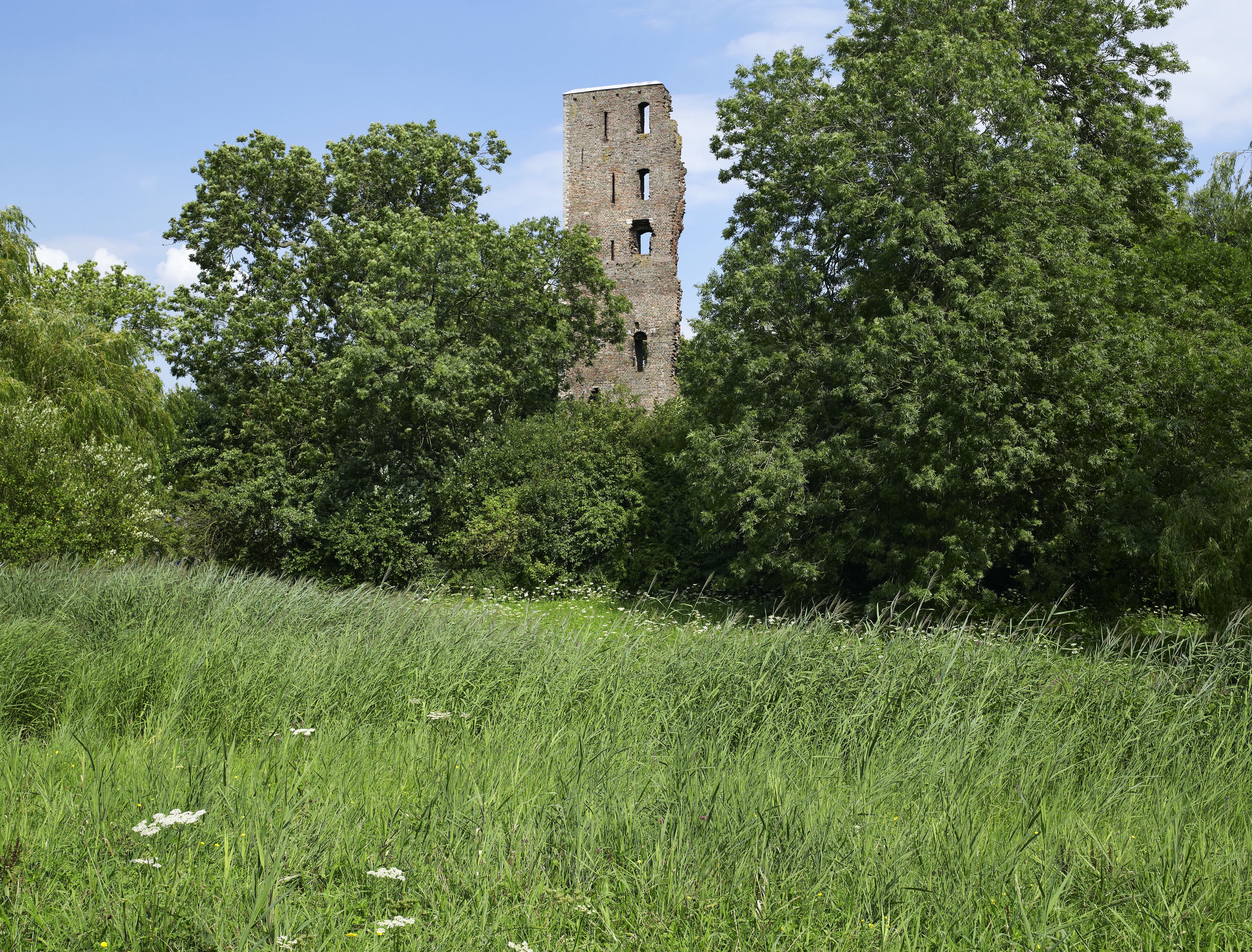